# Intérieur de couvent
Intérieur de couvent, sous-titré Couvent des Cordeliers de l'Observance, est un tableau de Fleury François Richard réalisé au XIXe siècle et conservé au musée des Beaux-Arts de Lyon.
Il représente un détail de l'ancien couvent des Cordeliers de l'Observance construit au lieu-dit le Clos des Deux-Amants, à l'emplacement de l'actuel conservatoire national supérieur de musique et de danse de Lyon.